# Олимпийская федерация Ирландии
Олимпийская федерация Ирландии (ирл. Cónaidhm Oilimpeach na hÉireann; англ. Olympic Federation of Ireland) — организация, представляющая Ирландию в международном олимпийском движении. Основана в 1920 году, признана МОК в 1922 году.
В 1920—1952 годах организация называлась Ирландский олимпийский совет (англ. Irish Olympic Council), а в 1952—2018 годах — Олимпийский совет Ирландии (англ. Olympic Council of Ireland).
Штаб-квартира расположена в Дублине. Является членом МОК, ЕОК и других международных спортивных организаций. Осуществляет деятельность по развитию спорта в Ирландии.

## Председатели
| Имя                   | Годы      | Примечания                                                                           |
| --------------------- | --------- | ------------------------------------------------------------------------------------ |
| Джон Джеймс Кин       | 1922—1929 |                                                                                      |
| генерал Оуэн О’Даффи  | 1929—1933 | Ранее — комиссар Гарда Шихана                                                        |
| полковник Имон Брой   | 1933—1950 | Ранее — комиссар Гарда Шихана                                                        |
| лорд Килланин         | 1950—1973 | Позже — президент Международного олимпийского комитета                               |
| Патрик Джозеф Кэрролл | 1973—1975 | Ранее — комиссар Гарда Шихана; умер 6 декабря в возрасте 72 лет                      |
| Дезмонд О’Салливан    | 1976—1989 |                                                                                      |
| Патрик Джозеф Хики    | 1989—2016 | Подал в отставку из-за скандала с перепродажей билетов на Олимпиаду в Рио-де-Жанейро |
| Уилли О’Брайан        | 2016—2017 | и. о.                                                                                |
| Сара Кин              | 2017—2024 |                                                                                      |
| Локлен Уолш           | 2024—н.в. |                                                                                      |